# لابان تي. مور
لابان تي. مور هو محامي وسياسي أمريكي، ولد في 13 يناير 1829 في مقاطعة واين في الولايات المتحدة، وتوفي في 9 نوفمبر 1892 في كاتليتسبورغ في الولايات المتحدة. نشط حزبياً في Opposition Party (Southern U.S.) ‏ والحزب الديمقراطي. وقد انتخب عضو مجلس النواب الأمريكي ‏.